# Forest Glen, Queensland
Forest Glen är en ort i Australien. Den ligger i kommunen Sunshine Coast och delstaten Queensland, omkring 87 kilometer norr om delstatshuvudstaden Brisbane. Antalet invånare är 789.
Närmaste större samhälle är Buderim, nära Forest Glen. 